# Sverige och Förenta nationerna
Sverige blev medlem i FN den 19 november 1946. Sverige har historiskt bidragit med politiskt ledarskap; politiker och diplomater som Dag Hammarskjöld, Folke Bernadotte, Alva Myrdal och Margot Wallström och andra har alla spelat viktiga roller i utvecklingen av FN-organisationen. Sverige är en av få medlemsländer som uppfyller eller överskrider FN:s mål för utgifter för humanitärt bistånd på 0,7% av BNP. Under 2017 uppgick det svenska biståndet till 1,4% av BNP. Landet har haft en icke-permanent plats i säkerhetsrådet fyra gånger, senast mellan 2017 och 2018.